# 克里斯·库尼茨
克里斯·库尼茨（英語：Chris Kunitz，1979年9月26日—），加拿大男子冰球运动员，场上位置是前锋。他曾代表加拿大国家队参加2014年冬季奥林匹克运动会冰球比赛，获得一枚金牌。